# 潘家园站

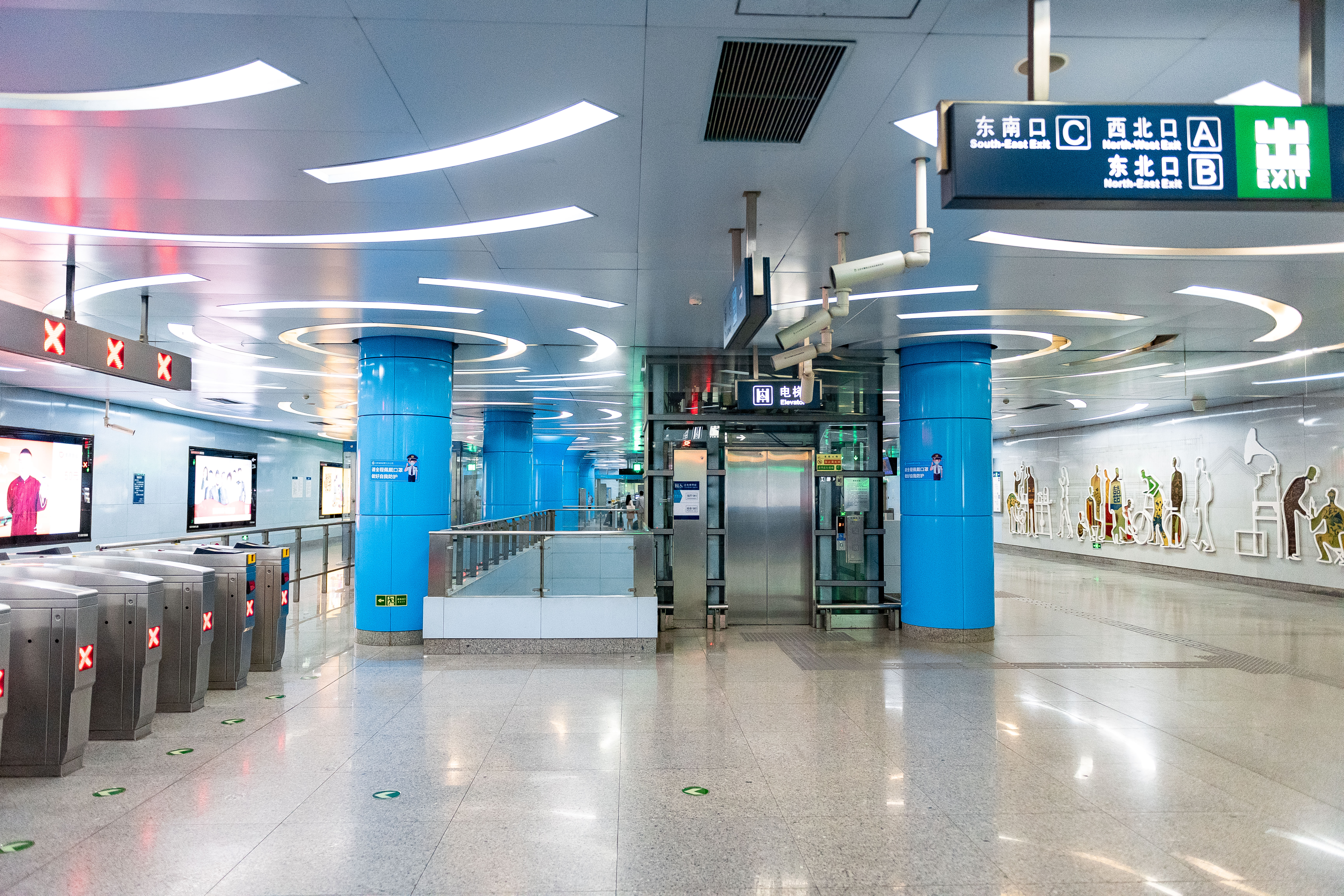
潘家园站站厅（2021年5月摄）

潘家园站是一个位于中国北京市朝阳区潘家园街道东三环南路、潘家园路、松榆北路交叉口，属于北京地铁10号线的地铁车站，2012年12月30日随10号线二期开通。

## 位置
潘家园站位于潘家园路－松榆北路（东西向）和东三环南路（南北向）交汇的潘家园桥西南侧，呈南北向布置。

## 车站结构

### 车站楼层
潘家园站为地下二层（局部三层）四跨框架结构车站，岛式站台设计，车站主体结构长197米，宽30.2至31.6米，二层底板深17.4米，三层底板深25.86米，覆土厚3米。
为了与车站附近的潘家园旧货市场的文化气息相统一，车站装饰定位为“文化绽放”。车站采用蓝灰色色调，立柱与天花板弧形连接，呈花瓶造型，天花板的造型为以立柱为圆心的同心圆。
| 地面层          | 出入口                 | A－C出入口                       |
| 地下一层 站厅层 | 站厅                   | 客务中心、自动售票机、进出站闸机 |
| 地下二层 站台层 |                        | █ 10号线外环（劲松）             |
| 地下二层 站台层 | 岛式站台，左側開门     |                                  |
| 地下二层 站台层 | █ 10号线内环（十里河） |                                  |

### 站厅
潘家园站站厅位于地下一层，站厅西面设有由陈健鸿、习晓瑾创作，题为《乐淘北京》的艺术墙。

### 站台
潘家园站设有1个岛式站台，位于东三环南路西侧地底。站台层设有4部连接站台与站厅的的自动扶梯，站台中部亦有前往站厅层的直梯及楼梯。

## 出入口
潘家园站设有4个出入口，其中A口位于潘家园桥西北角的东三环南路辅路西侧，并在潘家园路北侧设有直梯；B口位于潘家园桥西南角；C1口位于潘家园桥南侧、东三环南路辅路西侧；C2口位于华威里南街北侧下穿东三环的地下通道西端。
|                               |            |                                                                              |      |            |
| 编号                          | 指示       | 建议前往的目的地                                                             | 照片 | 无障碍设施 |
| 出口 · A · 升降机标志         | 东三环辅路 | 东三环南路（西侧）、华威北里、潘家园眼镜城、潘家园古玩城                     |      |            |
| 出口 · B                      | 潘家园路   | 潘家园路（南侧）、潘家园旧货市场                                             |      | 不適用     |
| 出口 · C · 1                  | 东三环辅路 | 东三环南路（西侧）、恒源祥大厦                                               |      | 不適用     |
| 出口 · C · 2 · 轮椅升降台标志 |            | 东三环南路（西侧）、鹏龙大厦、广西大厦、北京河南大厦、北京市朝阳区妇幼保健院 |      |            |
| 註： 設有 \| 設有輪椅升降台   |            |                                                                              |      |            |